# بریستول (ویرجینیای غربی)
بریستول (به انگلیسی: Bristol) یک منطقهٔ مسکونی در ایالات متحده آمریکا است که در شهرستان هریسون، ویرجینیای غربی واقع شده‌است. بریستول ۳۱۳٫۰۳ متر بالاتر از سطح دریا قرار دارد..